# Edith Dorothy Holman
Pour les articles homonymes, voir Holman.
Edith Dorothy Holman (née le 18 juillet 1883 – 1968) est une joueuse de tennis britannique des années 1920.
Elle a décroché deux médailles d'argent aux Jeux olympiques d'Anvers en 1920 : l'une en simple (battue par Suzanne Lenglen en finale), l'autre en double dames (associée à Winifred Beamish).
Championne du monde sur terre battue à Saint-Cloud en 1920[réf. souhaitée]

## Palmarès (partiel)

### Finale en simple dames
| No | Date       | Nom et lieu du tournoi        | Catégorie     | Surface      | Vainqueure      | Score    |          |
| -- | ---------- | ----------------------------- | ------------- | ------------ | --------------- | -------- | -------- |
| 1  | 23/08/1920 | Jeux olympiques d'été, Anvers | J. olympiques | Gazon (ext.) | Suzanne Lenglen | 6-3, 6-0 | Parcours |

### Finale en double dames
| No | Date       | Nom et lieu du tournoi       | Catégorie     | Surface      | Vainqueures                    | Partenaire       | Score    |          |
| -- | ---------- | ---------------------------- | ------------- | ------------ | ------------------------------ | ---------------- | -------- | -------- |
| 1  | 23/08/1920 | Jeux olympiques d'été Anvers | J. olympiques | Gazon (ext.) | Kitty McKane · Winifred McNair | Winifred Beamish | 8-6, 6-4 | Parcours |

## Parcours en Grand Chelem (partiel)
Si l’expression « Grand Chelem » désigne classiquement les quatre tournois les plus importants de l’histoire du tennis, elle n'est utilisée pour la première fois qu'en 1933, et n'acquiert la plénitude de son sens que peu à peu à partir des années 1950.

### En simple dames
| Année | Championnat d'Australasie | Championnat d'Australasie | Championnat de France Internationaux de France | Championnat de France Internationaux de France | Wimbledon       | Wimbledon       | US National | US National |
| ----- | ------------------------- | ------------------------- | ---------------------------------------------- | ---------------------------------------------- | --------------- | --------------- | ----------- | ----------- |
| 1923  | -                         | -                         | -                                              | -                                              | 2e tour (1/32)  | Phyllis Carr    | -           | -           |
| 1924  | -                         | -                         | -                                              | -                                              | 1er tour (1/32) | Phyllis Howkins | -           | -           |
| 1926  | -                         | -                         | -                                              | -                                              | 2e tour (1/16)  | Lilí Álvarez    | -           | -           |

À droite du résultat, l’ultime adversaire.

## Parcours aux Jeux olympiques

### En simple dames
| # | Date       | Nom de l'olympiade            | Surface      | Résultat | Ultime adversaire | Score    |          |
| - | ---------- | ----------------------------- | ------------ | -------- | ----------------- | -------- | -------- |
| 1 | 23/08/1920 | Jeux olympiques d'été, Anvers | Gazon (ext.) | Argent   | Suzanne Lenglen   | 6-3, 6-0 | Parcours |

### En double dames
| # | Date       | Nom de l'olympiade           | Surface      | Résultat | Partenaire       | Ultimes adversaires            | Score    |          |
| - | ---------- | ---------------------------- | ------------ | -------- | ---------------- | ------------------------------ | -------- | -------- |
| 1 | 23/08/1920 | Jeux olympiques d'été Anvers | Gazon (ext.) | Argent   | Winifred Beamish | Kitty McKane · Winifred McNair | 8-6, 6-4 | Parcours |

### En double mixte
| # | Date       | Nom de l'olympiade           | Surface      | Résultat        | Partenaire  | Ultimes adversaires      | Score    |          |
| - | ---------- | ---------------------------- | ------------ | --------------- | ----------- | ------------------------ | -------- | -------- |
| 1 | 23/08/1920 | Jeux olympiques d'été Anvers | Gazon (ext.) | 1er tour (1/16) | Gordon Lowe | Max Woosnam Kitty McKane | 6-4, 6-2 | Parcours |